# Martina Merz

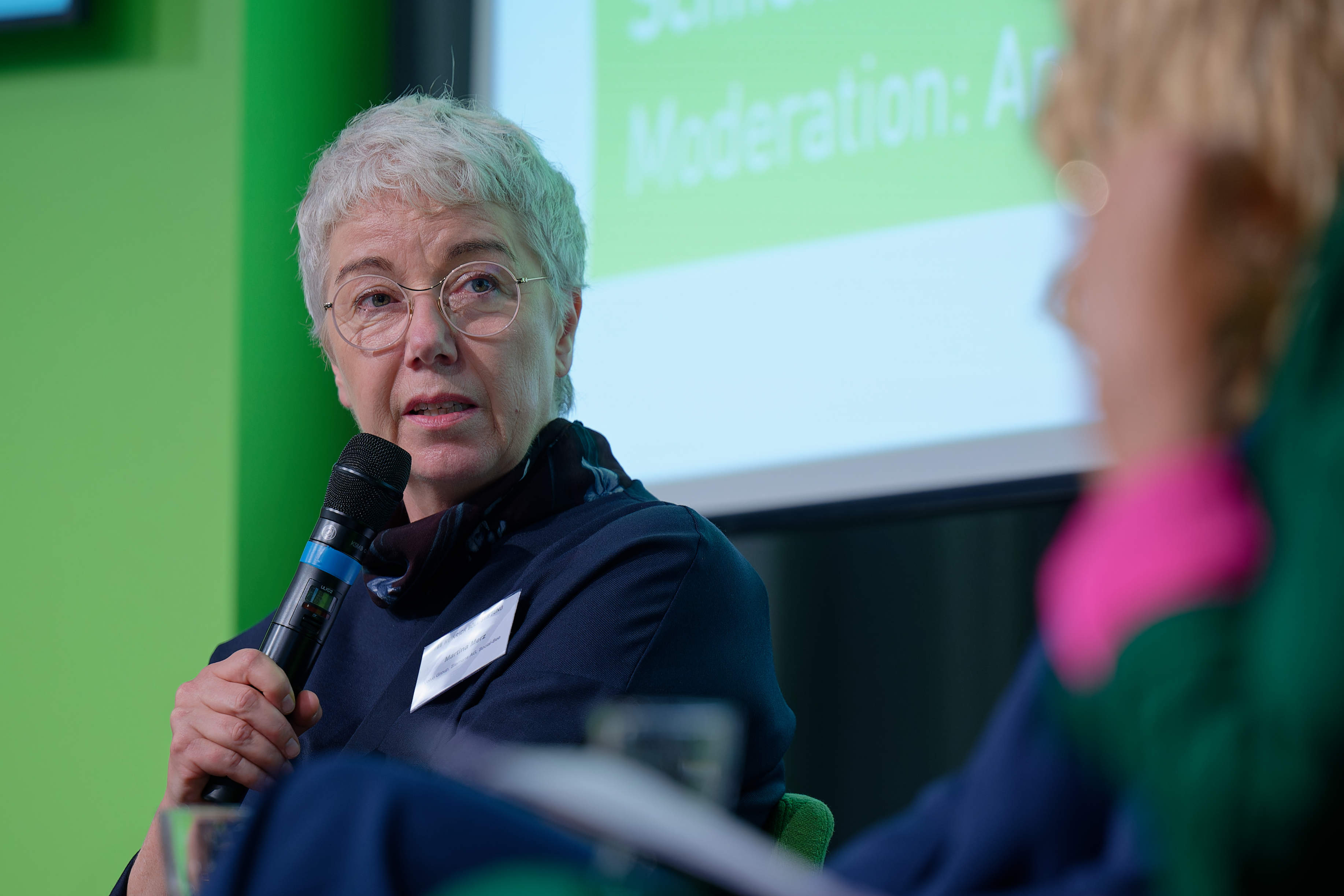
Martina Merz, 2023

Martina Merz (* 1. März 1963 in Durchhausen) ist eine deutsche Maschinenbauingenieurin und war vom 1. Oktober 2019 bis 31. Mai 2023 Vorstandsvorsitzende der thyssenkrupp AG. Vom Manager Magazin wurde Merz als „mächtigste Frau in der deutschen Wirtschaft“ bezeichnet, sie war in der Forbes-Liste The World’s 100 Most Powerful Women 2021 auf Platz 19 aufgeführt.

## Karriere
Von 1979 bis 1982 absolvierte Martina Merz das Technische Gymnasium an der Staatlichen Feintechnikschule  in Villingen-Schwenningen, im Fach Elektronik- und Feinmechanik (heute Mechatronik).
Martina Merz nahm von 1985 bis 2002 verschiedene Positionen im Management der Robert Bosch GmbH ein. Berufsbegleitend studierte sie Maschinenbau mit dem Schwerpunkt Fertigungstechnik an der Berufsakademie Stuttgart (heute Duale Hochschule Baden-Württemberg Stuttgart). Sie wechselte 2002 im Rahmen einer Desinvestition als Executive Vice President zu Brose Fahrzeugteile, kam aber 2005 wieder zurück zu Bosch. 2012 übernahm sie ebenfalls im Zusammenhang mit einer Desinvestition die Leitung als CEO von Chassis Brakes International (Drancy, Frankreich).
Von 2015 bis 2019 war Merz selbständige Unternehmensberaterin sowie Aufsichtsrätin bei Lufthansa, SAF-Holland, Imerys, Volvo, Bekaert und Thyssenkrupp. Am 1. Februar 2019 wurde sie zur Vorsitzenden des Aufsichtsrats der thyssenkrupp AG gewählt und 8 Monate später zur Vorstandsvorsitzenden berufen.
Sie hat damit die Aufgabe übernommen, den Konzernumbau zu bewältigen. „Die Zukunft des Stahls ist ungewiss, die Ausbaupläne der Zukunftstechnologie Wasserstoff sind nebulös und die Unternehmenseinheiten im neuen Segment Multi Tracks sind auf Käufersuche“, schrieb die Wirtschaftswoche.
Am 24. April 2023 wurde bekannt, dass Martina Merz, obwohl ihr Vertrag noch bis 2028 läuft, als Vorstandsvorsitzende von Thyssenkrupp zurücktreten will. Ihr Vorstandsmandat wurde zum 31. Mai 2023 einvernehmlich beendet.
Sie ist heute Mitglied im Aufsichtsrat der Volvo Group, Göteborg, Schweden, der Siemens AG, München (seit Februar 2023) und als Non Exec im Board von Rio Tinto (seit Februar 2024).
Sie ist Mitglied im Stiftungsrat der Carl-Zeiss-Stiftung (der Eigentümerin der Zeiss AG und Schott AG).
Daneben engagiert sie sich weiter in Sozialunternehmen; sie ist im Beirat der Social-Bee GmbH.